# Hiri
Hiri (in malese Gunung Hiri) è una piccola isola boscosa larga 3 chilometri immediatamente a nord dell'isola di Ternate, nelle isole Molucche in Indonesia. Si trova nella parte più settentrionale di una catena di isole vulcaniche al largo della costa occidentale di Halmahera. È un vulcano conico che sale a 630 m (2.067 piedi). L'isola copre 6,7 km2 e nel 2015 contava 3.064 abitanti; è amministrata come un distretto (kecamatan) della città di Ternate.

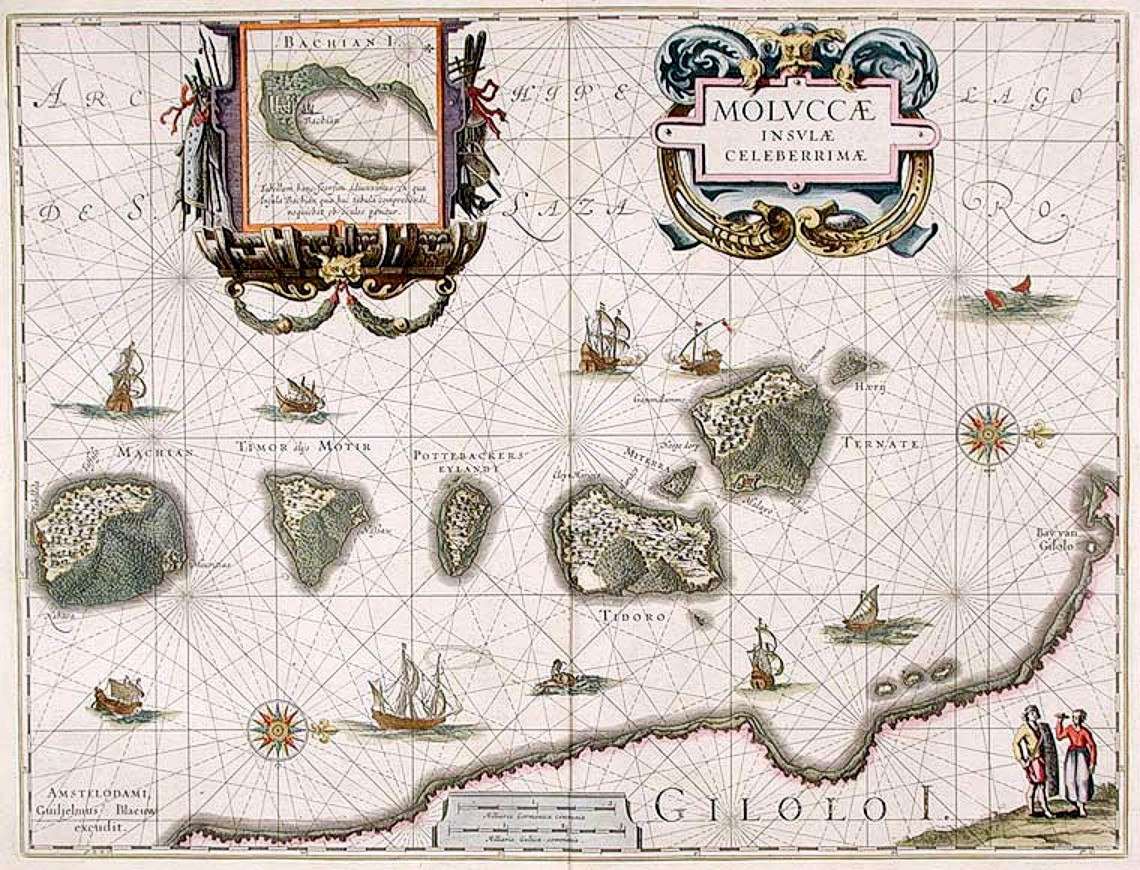
Mappa del 1630 che mostra le isole di Makian ("Machian"), Moti ("Motik"), Mare ("Pottebackers"), Tidore, Maitara ("Miterra"), Ternate, Hiri ("Herij") e Gilolo (Halmahera)